# Xevioso colobata
Xevioso colobata är en spindelart som beskrevs av Griswold 1990. Xevioso colobata ingår i släktet Xevioso och familjen Phyxelididae. Inga underarter finns listade i Catalogue of Life.